# Fahrudin Durak
Fahrudin Durak (tur. Fahrettin Durak; ur. 18 lipca 1966 w Mitrowicy) – jugosłowiański i kosowski piłkarz, posiadający także obywatelstwo tureckie. Należał do jugosłowiańskiej reprezentacji U-21.